# Diego Barrios Suárez
Diego Alfonso Barrios Suárez (Capitán Bado, Departamento de Amambay, Paraguay, 10 de mayo de 1985) es un futbolista paraguayo. Juega como delantero y su equipo actual es el Colchagua CD de la Segunda División Profesional de Chile.

## Trayectoria

### Argentina
El delantero paraguayo comenzó su carrera en el fútbol argentino en las divisiones inferiores de Deportivo  Santamarina de la ciudad de Tandil, donde jugó desde el año 2007 hasta el 2010.
En 2010 se va a Deportivo Morón, donde es el goleador del equipo en el torneo de la Primera B 2010/11.

### Cobreloa
El 19 julio de 2011, su llegada a Cobreloa fue confirmada por el presidente del equipo chileno, Javier Maureira. Barrios debutó el día 31 del mismo mes en que llegó en un empate sin goles ante Unión Española por la primera fecha del Torneo de Clausura Chileno. El día 23 de agosto, Barrios anotó su primer gol en el fútbol chileno durante una victoria 2–0 sobre Ñublense, tras haber ingresado por su compañero Javier Elizondo en el minuto 81 y anotar en el siguiente minuto de juego. El definitivamente se ganó la titularidad en el equipo de Nelson Acosta tras haber vuelto haber anotar en la dramática victoria 4–3 de Audax Italiano sobre su equipo como local en el Estadio Municipal de Calama. Durante su estadía en la oncena titular del equipo realizó grandes actuaciones, como haber anotado en tres fechas seguidas en las contra Palestino, Universidad Católica y Cobresal. Gracias a su buen momento en el fútbol chileno, se habló de que el equipo brasileño Palmeiras estaría interesado en los servicios del joven atacante guaraní, ante esto Barrios reaccionó con las siguientes palabras:

Por más que sean rumores, a uno lo pone contento que un club como ese, que está en un campeonato competitivo como el brasileño, se fije en mí. He escuchado comentarios no más. Hoy estoy en Cobreloa y me quedan 6 meses más de contrato. Estoy contento acá, voy a tratar de cumplir y el objetivo es llegar lo más alto posible con el equipo.

En los cuartos de final de los playoffs, tras haber ganado a Unión La Calera uno a cero de visita con gol Bryan Cortés, el equipo cementero tenía que remontar el resultado de Cobreloa ganando 3–1, e increíblemente estuvo a diez minutos de conseguir la hazaña, pero un gol crucial de Barrios al minuto 90 sentenció el paso a semifinales de torneo. La llave de semifinales fue nada más ni menos que contra Colo-Colo, el equipo ganó 3–2 dramáticamente gracias a Nicolás Trecco, quien se despachó con un gol en el minuto 93', lo que obligaba al equipo santiaguino a ganar 2–0 en Calama. Colo-Colo lo estaba consiguiendo gracias a goles de Carlos Muñoz y Esteban Paredes, pero gracias a un cabezazo de Barrios en el minuto 81' el equipo loino se clasificó a las finales.
En julio del 2012 llega a prueba al Club Atlético San Lorenzo de Almagro, donde no logra formar parte del plantel. Se confirma su llegada a  Estudiantes de Río Cuarto de Torneo Argentino B. En el 2013 y luego de un año de ausencia, Barrios regresa finalmente a Chile, pero ahora para fichar en Everton, equipo que acaba de regresar a la Primera División del fútbol chileno por la Liguilla de Promoción, tras vencer al duro equipo de la Universidad de Concepción, logrando regresar a la máxima división del fútbol chileno, tras 2 años de ausencia.

## Clubes
| Club                      | País      | Año           | PJ | Goles |
| ------------------------- | --------- | ------------- | -- | ----- |
| Deportivo Santamarina     | Argentina | 2007-2010     | 85 | 24    |
| Deportivo Morón           | Argentina | 2010-2011     | 67 | 15    |
| Cobreloa                  | Chile     | 2011-2012     | 23 | 8     |
| Estudiantes de Río Cuarto | Argentina | 2012          | 11 | 5     |
| Everton                   | Chile     | 2013          | 28 | 3     |
| Curicó Unido              | Chile     | 2014          | 23 | 4     |
| Deportivo Morón           | Argentina | 2015-2016     | 16 | 3     |
| Deportivo Español         | Argentina | 2016-2017     | 14 | 1     |
| Colchagua                 | Chile     | 2018-presente | 0  | 0     |